# Tommy Gagliano
Thomas Gagliano (nacido como Tommaso Gagliano; pronunciación en italiano: /tomˈmaːzo gaʎˈʎaːno/) fue un mafioso ítalo-estadounidense y jefe de lo que las autoridades federales de los Estados Unidos llamarían luego como la familia criminal Lucchese, una de las Cinco Familias de Nueva York. Fue un jefe de bajo perfil por más de dos décadas. Su sucesor fue su leal subjefe de mucho tiempo, Tommy Lucchese.

## Primeros años
Gagliano nació el 29 de mayo de 1883 en Corleone, Sicilia. En 1905 emigró a los Estados Unidos, en Nueva York, y se casó con Giuseppina "Josephine" Pomilla, quien también era de Corleone. Gagliano y su cuñado, Nunzio Pomilla, fueron socios en extorsionar compañías en El Bronx. Fue subjefe de Gaetano «Tom» Reina hasta que se convirtió en el jefe de la familia en 1930. La familia Reina controló un monopolio en la distribución de hielo en El Bronx. Gagliano, junto con Gaetano «Tommy» Lucchese y Stefano «Steve» Rondelli, fueron vistos como los más poderosos miembros de la familia Reina.
Frank Gagliano era un pariente lejano de Tommy Gagliano e hijo de un mafioso deportado. También era primo de Thomas Eboli, chofer y guardaespaldas del jefe mafioso y futuro subjefe de la familia criminal Genovese, Dominick Alongi, quien luego adquiriría notoriedad cuando estuvo entre los mafiosos arrestados cuando escapaban de la famosa Reunión de Apalachin, en 1957. Era pariente de sangre del mafioso Joseph «Pip the Blind» Gagliano, quien se convirtió en un amigo de infancia y del futuro testigo del gobierno Joseph Valachi. Los dos participaron en varios robos juntos.

## Guerra de los Castellammarenses
Durante finales de los años 1920, una dura rivalidad apareció en Nueva York entre Joseph «the Boss» Masseria, el mafioso más poderoso de la ciudad, y Salvatore Maranzano, jefe del clan siciliano de Castellammare. Masseria había demandado a Reina que se le entregara más dinero, obligándolo a considerar cambiar de bando y alinearse con Maranzano. Cuando Masseria escuchó sobre los planes de Reina, lo asesinó en febrero de 1930. Para encabezar la pandilla de Reina, Masseria asignó a uno de sus hombres más leales, Joseph Pinzolo. Tanto Gagliano como Lucchese odiaban a  Pinzolo y se molestaron de que Masseria hubiera asignado a un extraño como líder. En septiembre de 1930, Pinzolo fue asesinado por asaltantes desconocidos. Para reemplazar a Pinzolo, Masseria nombró a Gagliano como jefe de la pandilla de Reina. Se especuló que Gagliano y Lucchese formaron una alianza secreta con Maranzano por esa época mientras seguían manifestándose como leales a Masseria.
Mientras la guerra se desarrollaba, Masseria empezó a sufrir más derrotas y defecciones claves. El 15 de abril de 1931, Masseria fue asesinado en un restaurante de Brooklyn por varios de sus propios hombres. Estos desertores, guiados por Charles «Lucky» Luciano, habían hecho un acuerdo con Maranzano garantizando su poder si cambiaban de bando. Sin embargo, luego de la muerte de Masseria, Maranzano empezó a promoverse a sí mismo como el «jefe de todos los jefes» para todas las pandillas criminales ítalo-estadounidenses en el país. Sintiéndose traicionado y amenazado, Luciano arregló el asesinato de Maranzano unos pocos meses después, en septiembre de 1931. Durante ese periodo de inestabilidad, Gagliano permaneció en control de la pandilla de Reina.

## Familias de la Cosa Nostra
Luego de la muerte de Maranzano, Luciano reestructuró todas las pandillas criminales ítalo-estadounidenses en varias familias criminales reguladas por una Comisión formada por los jefes de las familias. El objetivo de esta reestructuración era arreglar las disputas sin que se dieran guerras sangrientas. Las pandillas de la ciudad de Nueva York fueron divididas en Cinco Familias. Gagliano tomó control de la antigua familia Reina junto con Lucchese, quien sería su subjefe. Como jefe, Gagliano se convirtió en miembro de la Comisión.
Gagliano manejó la familia a través de un periodo de gran tensión entre las Cinco Familias. En 1936, Luciano fue enviado a prisión y luego, en 1946, deportado a Italia. Con la ausencia de Luciano, el poder en la Comisión fue tomado por una alianza entre los jefes Vincent Mangano, Joe Bonanno, Stefano Magaddino y Joe Profaci. Gagliano tenía que ser muy cuidadoso frente a esa alianza, y fue capaz de mantener un perfil bajo mientras defendía los intereses de su grupo en la Cosa Nostra en industrias tales como el racionamiento de gasolina, carne y azúcar. Usualmente, emitía órdenes a través de sus aliados cercanos, particularmente Lucchese, quien actuaba como la cara pública de la familia y el jefe callejero "de facto». Como resultado de todo esto, se sabe muy poco sobre Gagliano entre 1932 y su muerte por causas naturales en los años 1950. 
En 1932, Gagliano fue apresado por evasión de impuestos y sentenciado a quince meses en la Penitenciaría de Atlanta.

## Muerte

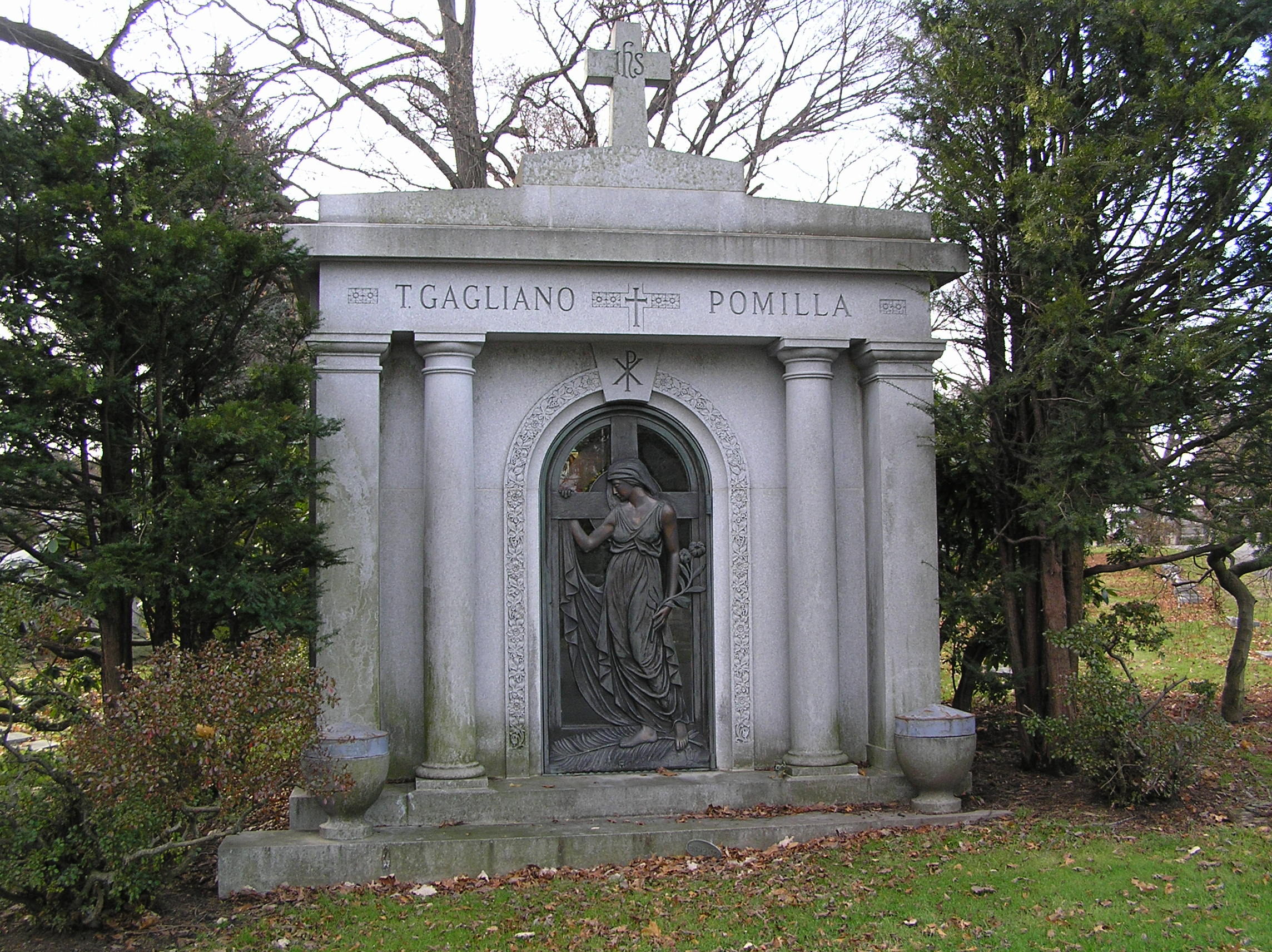
El mausoleo de Tommy Gagliano en el Woodlawn Cemetery

La fecha de la muerte de Gagliano es incierta. En 1951, Lucchese declaró en audiencias senatoriales sobre el crimen organizado que Gagliano murió el 16 de febrero de 1951.
Tommy Gagliano está enterrado en un mausoleo privado en el Woodlawn Cemetery, Bronx, Nueva York.